# Ашхабадский международный пассажирский автотерминал
Ашхабадский международный пассажирский автотерминал (туркм. Aşgabat şäherindäki halkara ýolagçy awtomenzili) — центральный и самый большой автовокзал, осуществляющий междугородние перевозки в Туркменистане, расположен в городе Ашхабаде. Подведомственен Министерству автомобильного транспорта Туркменистана.

## История
В 2012 году было принято решение о строительстве в городе Ашхабада международного пассажирского автобусного вокзала, по современному проекту, который смог бы обслуживать одновременно несколько десятков междугородних и пригородных автобусных маршрутов. Для этого в северной части Ашхабада была выбрана площадка, где и началось строительство. Автовокзал был сдан в эксплуатацию в 5 сентября 2014 года. Строительство осуществила туркменская строительная компания «Мухаммет-Балкан».

## Расположение
Здание автовокзала расположено в северной части Ашхабада, вдоль автомагистрали Ашхабад-Дашогуз. Он обслуживает 2000 пассажиров в сутки. Терминал имеет 324 платформы. Есть маршруты, прибывающие и выезжающие практически во все города Туркмении, планируется открытие маршрутов в соседние государства и страны СНГ.

## Здание
Внутри терминала располагается зал ожидания с кассами для пассажиров, кассы для приобретения авиа- и железнодорожных билетов, пункт обмена валют, почта, интернет-кафе, ресторан, мини-маркеты, комната матери и ребёнка, медпункт, аптека, камера хранения, небольшой кинозал. В структуру терминала входят пожарное депо, современная автомойка для автобусов, различные сервисные службы. Дизайн автовокзала украшает мини-парк с фонтаном. Рядом с автовокзалом расположена гостиница «Шелковый путь» на 50 мест, административное здание, технические блоки, остановки, здание сервиса и автомойка. Для повышенной защищенности пассажиров и их удобства предусмотрены система видео-контроля, система безопасности, служба досмотра багажа. Площадь крытой автостоянки займет рядом с автовокзалом составляет 1 280 м2.